# Anton-Proksch-Haus
Das Anton-Proksch-Haus ist eine Schutzhütte der Landesorganisation Salzburg der Naturfreunde Österreichs (NFÖ), gelegen am Südrand des Tennengebirges im Salzburger Land.

## Lage
Die Hütte befindet sich auf 1590 m ü. A. Höhe auf der Ladenbergalm direkt nördlich der Bischlinghöhe, dem bekannten Skiberg oberhalb von Werfenweng. Die Bischlinghöhe ist mit einer modernen Gondelbahn erschlossen, welche auch den Zugang zum Anton-Proksch-Haus zu einer lockeren Kurzwanderung erleichtert. Dieser Stützpunkt auf der Südseite des Tennengebirges ist ein guter Ausgangspunkt für Wanderungen, Bergtouren und Überschreitungen des Gebirges, aber auch für Skitouren im Winter. Nicht weit entfernt liegen die Söldenhütte und die Freilassinger Hütte.

## Geschichte
1957 kauften die Naturfreunde Bischofshofen den geeigneten Grund auf der Ladenbergalm und errichteten von 1961 bis 1963 das Anton-Proksch-Haus. Seit 1970 kann die Hütte mithilfe der Tennengebirgsbahn zur Bischlinghöhe deutlich leichter erreicht werden. 1985 erfolgte der Telefonanschluss, 1987 wurde die Zufahrtsstraße nach nur 3 Monaten Bauzeit fertiggestellt. Beachtlich ist, dass die Pächter auf dem Anton-Proksch-Haus nur selten wechselten, seit 1980 wird sie von Walter und Rosi Hinterhölzl bewirtschaftet. Seit dem Herbst 2019 wurde ein neuer Pächter gesucht.
Benannt ist sie nach Anton Proksch, Sozialminister der Republik Österreich, Bundesobmann der Naturfreunde 1966–1969.

## Zustiege
Anreise: Von der Tauernautobahn (A 10), Ausfahrt Werfen, über die Landstraße nach Werfenweng und weiter bis Zaglau. Dort befindet sich ein großer Parkplatz bei der Talstation der Werfenwenger Bergbahnen (950 m). Mit der Bahn anreisend bis zum Bahnhof Werfen oder der Haltestelle Pfarrwerfen, weiter mit dem Shuttle-Bus (nur auf Bestellung).
- Von Zaglau mit der Gondelbahn auf die Bischlinghöhe (1834 m) und in 45 Minuten absteigend zur Hütte
- Von Zaglau auf dem Hüttenweg über die Strussing-Hütte und Freilassinger Hütte, Gehzeit: 2 Stunden
- Von Wengerau über die Söldenhütte und die Laubichlalm, Gehzeit: 2 Stunden
- Von Spießhof, Sankt Martin-Lammertal, bei Lungötz, (965 m)  über die Aualm und den Jochriedel, Gehzeit: 2½ Stunden
- Von Hüttau durch das Larzenbachtal und über die Grundalm, Gehzeit: 3½ Stunden

## Übergänge
- Freilassinger Hütte (1550 m), Gehzeit: 20 Minuten
- Söldenhütte (1530 m), Gehzeit: 30 Minuten
- Laufener Hütte über Jochriedel, Tauernscharte, Bleikogel und Tennkessel, Gehzeit: 6 Stunden
- Edelweißerhütte über Jochriedel, Tauernscharte und Wengerscharte, Gehzeit: 6 Stunden
- Leopold-Happisch-Haus über Jochriedel, Tauernscharte und Wengerscharte, Gehzeit: 7 Stunden

## Gipfelbesteigungen
- Frommerkogel (1882 m), Gehzeit: 2 Stunden
- Tauernkogel (2247 m), Gehzeit: 2½ Stunden
- Eiskogel (2321 m), Gehzeit: 3 Stunden
- Bleikogel (2412 m), Gehzeit: 4½ Stunden